# Mimeugnosta
Mimeugnosta là một chi bướm đêm thuộc phân họ Tortricinae của họ Tortricidae.

## Các loài
- Mimeugnosta arta Razowski & Becker, 1986
- Mimeugnosta chascax Razowski, 1994
- Mimeugnosta credibilis Razowski & Becker, 2002
- Mimeugnosta enopla Razowski & Becker, 1986
- Mimeugnosta particeps Razowski, 1986